# Albert-Émile Sorel
 (mai 2018).
Pour les articles homonymes, voir Sorel.
Albert-Émile Sorel, né le 15 juillet 1876 à Versailles et mort à Paris le 26 novembre 1938, est un homme de lettres français, bibliothécaire de la Fondation Thiers.

## Biographie
Albert-Émile Sorel est le fils d'Albert Sorel, historien, membre de l'Académie française, et d'Albertine Meyer ; sa sœur Charlotte Sorel épouse le poète et auteur dramatique Jean Renouard (1874-1962). Il est le petit-cousin de Georges Sorel.
Albert-Émile-Édouard Sorel s'est marié avec Marguerite Renouard ; ils ont eu deux enfants : Jeanne-Albert Sorel et Jean-Albert Sorel.
Romancier, historien et auteur dramatique, il collabore également à divers journaux et revues comme Le Figaro, Monsieur. Il est membre de l'Académie des sciences, belles-lettres et arts de Rouen. Il obtient en 1908 le prix Montyon de l'Académie française pour Les Sentiers de l'amour et le prix Vitet en 1919.

## Œuvres
Romans
- Pour l’enfant, roman, 1904
- La Carrière amoureuse de M. Montsecret, roman, 1910
- Le Rival, 1910
- L’Amie, 1910
- L’Écueil, roman, 1911
- Une aile brisée, roman, 1913
- Le Droit au bonheur, roman, 1914
- La Dernière Flamme, roman, 1919
- Mea culpa, roman, 1921
- L’Autre Blessure, nouvelle, 1928
- Régine et nous, roman, 1929
- Le Vieil Amant, roman, 1929

Théâtre
- Fausse Route, comédie en 1 acte en prose avec Paul Acker 1902
- L'Utile Ami, comédie en 1 acte avec Paul Acker 1902

Essais et ouvrages historiques
- Collaborations littéraires, 1883
- L'Enseignement dramatique au Conservatoire
- Henry Becque, 1904
- Peut-être, 1905
- Pages normandes, 1907
- Les Sentiers de l'amour, 1907
- Auguste Dorchain, biographie critique, 1908
- L'Offrande, 1908
- Notes et portraits, contenant des pages inédites recueillies et publiées par Albert Émile Sorel, 1909
- Essais de psychologie dramatique. Henry Becque, Paul Hervieu, Émile Fabre, Georges de Porto-Riche, Maurice Donnay, Jules Lemaître, Henri Lavedan, François de Curel, Brieux, 1910
- La poésie n'est pas morte, 1926
- L'Honnête Femme et l'Amour, 1927
- Madame… mon banquier, 1927
- La Normandie chante, 1927
- Tristan Bernard, 1927
- Charlotte de Corday, une arrière-petite-fille de Corneille, 1930
- La Princesse de Lamballe, une amie de la reine Marie-Antoinette, Paris, Hachette, 1933, 240 p.
- Louise de Prusse, 1937

## Distinctions
- Officier d'académie
- Officier de la Légion d'honneur (1927)[4]